# Ilinden-Preobrazjenië-opstand

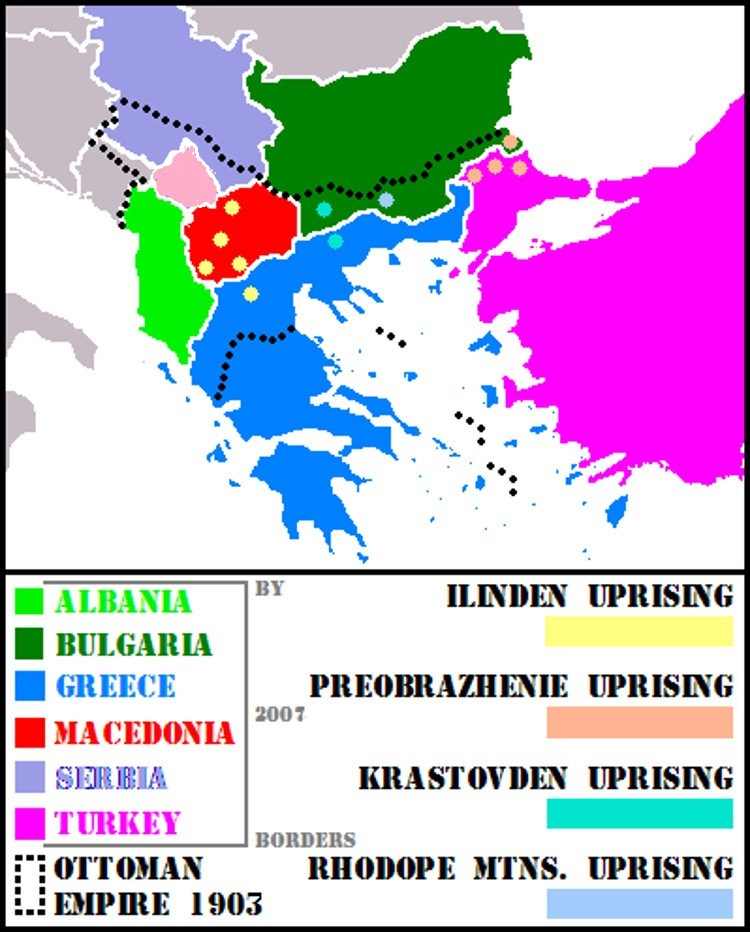
Een kaart van de opstand in de regio's Macedonië en Thracië.De huidige grenzen zijn zichtbaar, samen met Ottomaanse grenzen tegelijkertijd.

De Ilinden-Preobrazjenië-opstand of kortweg Ilinden-opstand van augustus - oktober 1903 (Bulgaars: Ilindensko-Preobrazjensko vastanië; Macedonisch: Ilindensko vostanië; Grieks: Eksegersi tou Ilinden) was een georganiseerde opstand tegen het Ottomaanse Rijk die werd voorbereid en uitgevoerd door de Interne Macedonisch-Adrianopel Revolutionaire Organisatie, met de steun van het Opperste Macedonisch-Adrianopel Comité. De naam van de opstand verwijst naar Ilinden, een toenmalige naam voor Elia, en naar Preobrazjenië, wat Transfiguratie betekent. De opstand duurde van begin augustus tot eind oktober en besloeg een uitgestrekt gebied van de oostelijke kust van de Zwarte Zee tot de oevers van het Meer van Ohrid.
De opstand in de regio Macedonië vond plaats in de meeste centrale en zuidwestelijke delen van de vilajet Monastir en kreeg de steun van voornamelijk de plaatselijke Bulgaarse boeren, en tot op zekere hoogte van de Aroemeense bevolking van de regio. Een voorlopige regering werd opgericht in de stad Kruševo, waar de opstandelingen op 12 augustus de Republiek Kruševo uitriepen, die na slechts tien dagen onder de voet werd gelopen. Op 19 augustus leidde een nauw verwante opstand, georganiseerd door Bulgaarse boeren in de vilajet Adrianopel tot de bevrijding van een groot gebied in het Strandzja-gebergte en de oprichting van een voorlopige regering in Vassiliko, de Strandzja-republiek. Dit duurde ongeveer twintig dagen voordat ze door de Turken werden afgezet. De opstand overspoelde ook de vilajets van Kosovo en Salonika.
Tegen de tijd dat de opstand was begonnen, waren veel van de meest veelbelovende potentiële leiders, waaronder Ivan Garvanov en Gotse Deltsjev, al gearresteerd of vermoord door de Ottomanen, en de opstand werd binnen een paar maanden neergeslagen. De overlevenden slaagden erin om in de volgende jaren een guerrilla tegen de Turken te voeren, maar het belangrijkste gevolg van de opstand was dat het de Europese mogendheden overhaalde om de Ottomaanse sultan te proberen ervan te overtuigen dat hij een verzoenender houding tegenover zijn christelijke onderdanen in Europa moest innemen.

## Prelude
Aan het begin van de 20e eeuw brokkelde het Ottomaanse Rijk af en de landen in Oost-Europa die het meer dan 500 jaar had bezet, gingen over op nieuwe heersers. Macedonië en Thracië waren regio's met onbepaalde grenzen, grenzend aan de onlangs onafhankelijke Griekse, Bulgaarse en Servische staten, maar zelf nog steeds onder de controle van de Ottomaanse Turken. Elk van de naburige staten maakte aanspraak op Macedonië en Thracië op verschillende historische en etnische gronden. Maar de bevolking was zeer gemengd en de concurrerende historische claims waren gebaseerd op rijken in het verre verleden. De strijd om controle vond grotendeels plaats door middel van propagandacampagnes, gericht op het winnen van de lokale bevolking, en dit via de kerken en scholen. Ook waren er verschillende groepen huurlingen, gesteund door de lokale bevolking en door de drie concurrerende regeringen.    

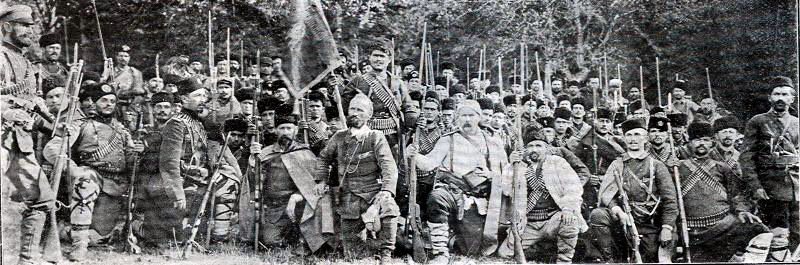
De band van generaal Tsonchev's Supreme Committee

De meest effectieve groep was de Interne Macedonisch-Adrianopolitische Revolutionaire Organisatie (IMARO), opgericht in Thessaloniki in 1893. De groep had een aantal naamswijzigingen voorafgaand aan en na de opstand. Het was overwegend Bulgaarse organisatie en ze steunde een idee voor autonomie voor de regio's Macedonië en Adrianopel binnen de Ottomaanse staat onder het motto "Macedonië voor de Macedoniërs".  IMARO werd snel geïnfiltreerd door leden van het Macedonische Opperste Comité, een groep gevormd in 1894 in Sofia, Bulgarije. Deze groep werd de Suprematisten genoemd en pleitte voor annexatie van de regio door Bulgarije.  
Aangezien de term autonomie regelmatig werd gebruikt in verband met de Macedonische kwestie, is het essentieel om de betekenis en reden ervan te noteren. Zijn inspiratie behoorde zeker tot de negentiende-eeuwse Balkanpraktijk waardoor de bevoegdheden de fictie van Ottomaanse controle over effectief onafhankelijke staten onder het mom van autonome status binnen de Ottomaanse staat handhaafden; (Servië, 1829-1878; Roemenië, 1829-1878; Bulgarije, 1878-1908). Autonomie, met andere woorden, was zo goed als onafhankelijkheid. Bovendien had het doel van onafhankelijkheid door autonomie vanuit Macedonisch perspectief een ander voordeel. Belangrijker nog, IMARO was zich ervan bewust dat noch Servië, noch Griekenland konden verwachten heel Macedonië in handen te krijgen en, in tegenstelling tot Bulgarije, zagen ze allebei uit naar en drongen ze aan op opdeling. Autonomie was dus het beste profylactische middel tegen opdeling, dat het Bulgaarse karakter van de christelijke Macedonische Slavische bevolking zou behouden ondanks de scheiding van het eigenlijke Bulgarije. Het idee van Macedonische autonomie was strikt politiek en hield geen afscheiding van de Bulgaarse etniciteit in.

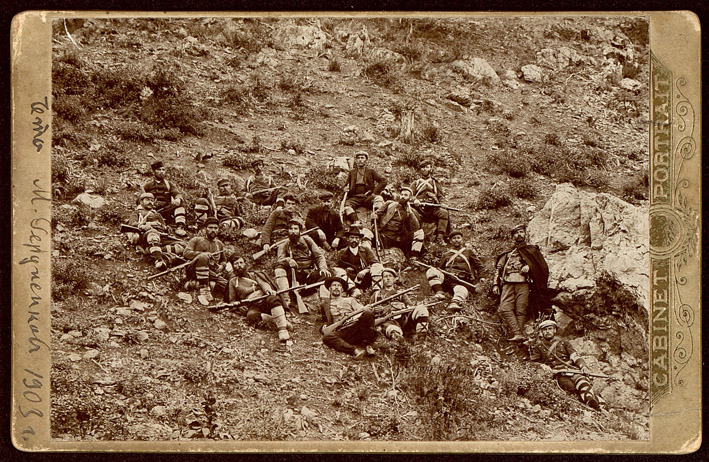
Vojvods in Odrin Vilayet voor de opstand.

De twee groepen hadden verschillende strategieën. IMARO zoals oorspronkelijk bedacht, probeerde een zorgvuldig geplande opstand in de toekomst voor te bereiden, maar de Suprematisten gaven de voorkeur aan onmiddellijke raids en guerrilla-operaties om wanorde en versnelde interventies te bevorderen. Aan de andere kant organiseerde een kleinere groep conservatieven in Thessaloniki een Bulgaarse geheime revolutionaire broederschap ( Balgarsko Tajno Revoljoetsionno Bratstvo ). Deze laatste werd in 1902 in IMARO opgenomen, maar de leden, waaronder Ivan Garvanov, zouden een aanzienlijke invloed op de organisatie uitoefenen. Ze moesten aandringen op de Ilinden-Preobrazjenië-opstand en werden later de kern van de rechtse IMRO-factie.  Een van de oprichters van IMARO, Gotse Deltsjev, was een groot voorstander van langzaam te werk gaan, maar de Suprematisten drongen aan op een grote opstand in de zomer van 1903. Deltsjev zelf werd in mei 1903 door de Turken vermoord. 
Ondertussen, eind april 1903, lanceerde een groep jonge anarchisten van de Gemidzjii-cirkel - afgestudeerden van de Bulgaarse Mannelijke Hoge School van Thessaloniki een terreuractie, de zogenaamde Thessaloniki-bombardementen van 1903. Hun doel was om de aandacht van de grote mogendheden te trekken voor de Ottomaanse onderdrukking in Macedonië en Oost-Thracië. Als reactie op de aanslagen hebben het Turkse leger en basjibozoeks (ongeregelde Ottomaanse troepen) vele onschuldige Bulgaren afgeslacht in Thessaloniki en later in Bitola. 

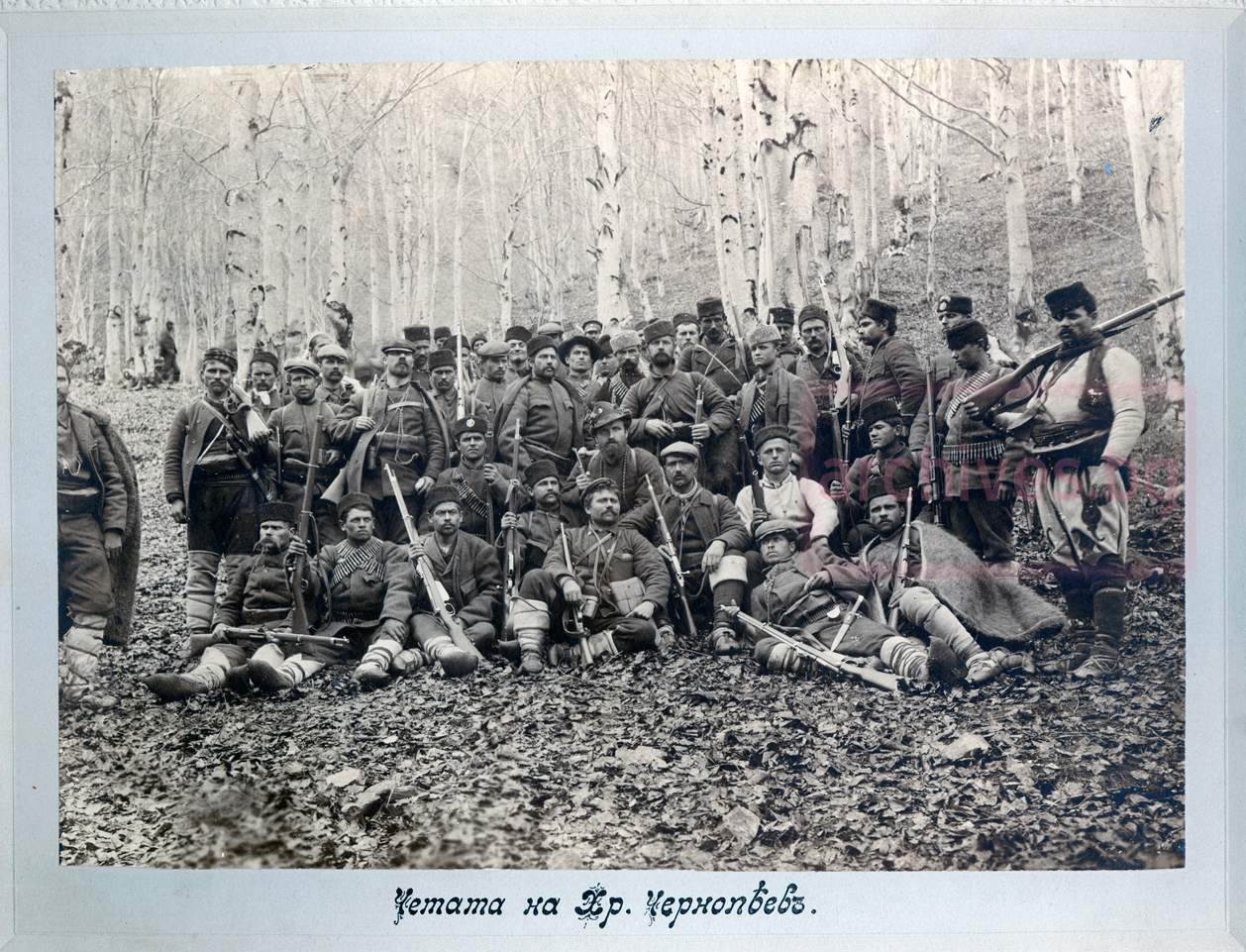
De bende van Hristo Chernopeev in 1903.

Door deze omstandigheden ging het plan van de suprematisten door. Onder leiding van Ivan Garvanov nam IMARO een besluit tot een militaire opstand. Garvanov nam zelf niet deel aan de opstand vanwege zijn arrestatie en verbanning op Rhodos. De gekozen dag voor de opstand was 2 augustus (20 juli in de oude Juliaanse kalender), de feestdag van St. Elias (Elia). Deze heilige dag stond bekend als Ilinden. Op 11 juli stelde een congres in Petrova Niva bij Malko Tarnovo de datum van 23 juli vast voor de opstand, waarna deze iets verder werd uitgesteld tot 2 augustus. De regio Thracië, rond de Adrianopel Vilayet, was nog niet klaar, en er werd onderhandeld over een latere opstand in die regio. 

### Het standpunt van de Bulgaarse regering over de opstand
Tijdens de besprekingen steunde de regering van Ratsjo Petrov de positie van IMARO met een volledig intern karakter van de opstand. Afgezien van de persoonlijke waarschuwing van Ratsjo Petrov aan Gotse Deltsjev in januari 1903 over het uitstellen of zelfs annuleren van de opstand, stuurde de regering een circulaire naar haar diplomatieke vertegenwoordigingen in Thessaloniki, Bitola en Edirne, waarin ze de bevolking adviseerde niet te bezwijken voor propaganda voor rebellie., aangezien Bulgarije niet klaar was om het te steunen.
Oude Russische Berdan- en Krnka-geweren evenals Mannlichers werden vervoerd van Bulgarije naar Skopje na aandringen voor een snellere snelle opstand door de Bulgaarse legerofficier Boris Sarafov. In zijn memoires stelt Sarafov dat de belangrijkste bron van fondsen voor de aankoop van de wapens door het Bulgaarse leger afkomstig was van de ontvoering van Miss Stone en van contacten in Europa.

## Ilinden-opstand

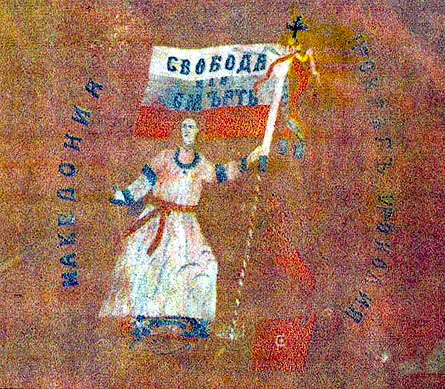
De vlag van de opstandelingen uit Ohrid met Bulgaarse vlag erop en de inscriptie Свобода или смърть. De opstandelingen wapperden overal met Bulgaarse vlaggen.

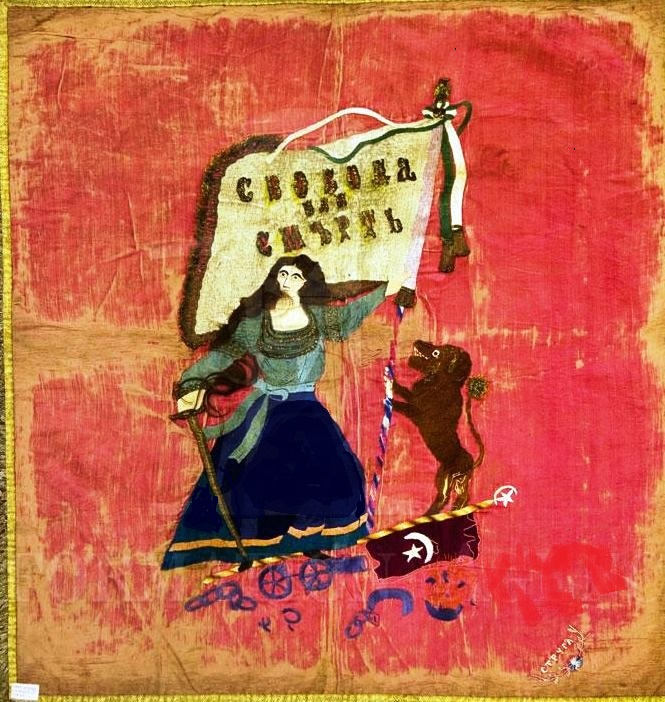
De vlag van het opstandige detachement van Struga. Er staat ook een Bulgaarse vlag op en het Bulgaarse motto Свобода или смърть.

Een verslag van de data en details van de opstand werd opgetekend door de anarchistische auteur Georgi Chadziëv, en vertaald door Will Firth. Op 28 juli werd het bericht naar de revolutionaire bewegingen gestuurd, hoewel het geheim tot het laatste moment werd bewaard. De opstand begon in de nacht van 2 augustus en omvatte grote regio's in en rond Bitola, in het zuidwesten van wat nu Noord-Macedonië is en een deel van het noorden van Griekenland. Die nacht en de volgende ochtend vroeg werd de stad Kruševo aangevallen en veroverd door 800 rebellen. Tegelijkertijd, na drie dagen vechten gevolgd door een belegering die op 5 augustus begon, werd de stad Smilevo veroverd door de rebellen. De stad Kleisoura, nabij Kastoria, werd rond 5 augustus ingenomen door opstandelingen. Op 14 augustus vielen enkele bendes onder leiding van Nikola Poesjkarov nabij Skopje een militaire trein aan en deden hem ontsporen. In Razlog sloot de bevolking zich aan bij de opstand. Dit was verder naar het oosten, in Pirin Macedonië in het huidige Bulgarije.
Op 4 augustus werd onder leiding van Nikola Karev een lokaal bestuur opgericht, de Republiek Kruševo genaamd. Diezelfde en de volgende dag deden Turkse troepen onsuccesvolle pogingen om Kruševo te heroveren. Op 12 augustus, na de Slag om Sliva, heroverde een troepenmacht van 3.500 Ottomaanse soldaten Kruševo en stichtte er brand. Het was slechts tien dagen in handen gebleven van de opstandelingen. Kleisoura werd uiteindelijk op 27 augustus heroverd door de Ottomanen.
Andere betrokken regio's waren onder meer Ohrid, Florina en Kičevo. In de regio Thessaloniki waren de operaties veel beperkter en zonder veel lokale betrokkenheid, mede als gevolg van meningsverschillen tussen de facties van de Interne Macedonische Revolutionaire Organisatie (IMRO). Ook in het gebied rond Prilep, direct ten oosten van Bitola, was er geen opstand.
De reden waarom de opstand strategisch werd gekozen in de vilajet Bitola en de bredere zuidwestelijke regio van Macedonië, was te wijten aan het feit dat het het verst van Bulgarije was gelegen, in een poging om aan de grote mogendheden te laten zien dat de opstand puur Macedonisch was. Volgens een van de oprichters van IMARO, Petar Poparsov, was het idee om afstand te houden van Bulgarije, omdat elk vermoeden van zijn inmenging beide partijen zou kunnen schaden: Bulgarije en de organisatie. In feite verspreidde de opstand zich al snel naar de aangrenzende vilajets van Kosovo, Thessaloniki en Adrianopel (in Thracië).

### Krastovden-opstand
- Milities die actief waren in de regio van Serres, onder leiding van Jane Sandanski en een opstandelingendetachement van het Opperste Comité, hielden een grote Turkse troepenmacht tegen. Deze acties begonnen op de dag van het feest van het kruis (Krastovden in het Bulgaars, 27 september) en hadden niet zo veel invloed op de lokale bevolking als in andere regio's, en waren ver ten oosten van Monastir en ten westen van Thracië.

In gebieden die in 1903 in opstand kwamen, bevonden de Albanese dorpelingen zich in een situatie waarin ze werden bedreigd door IMRO četas of werden gerekruteerd door de Ottomaanse autoriteiten om de opstand te beëindigen.

## Preobrazjenië-opstand

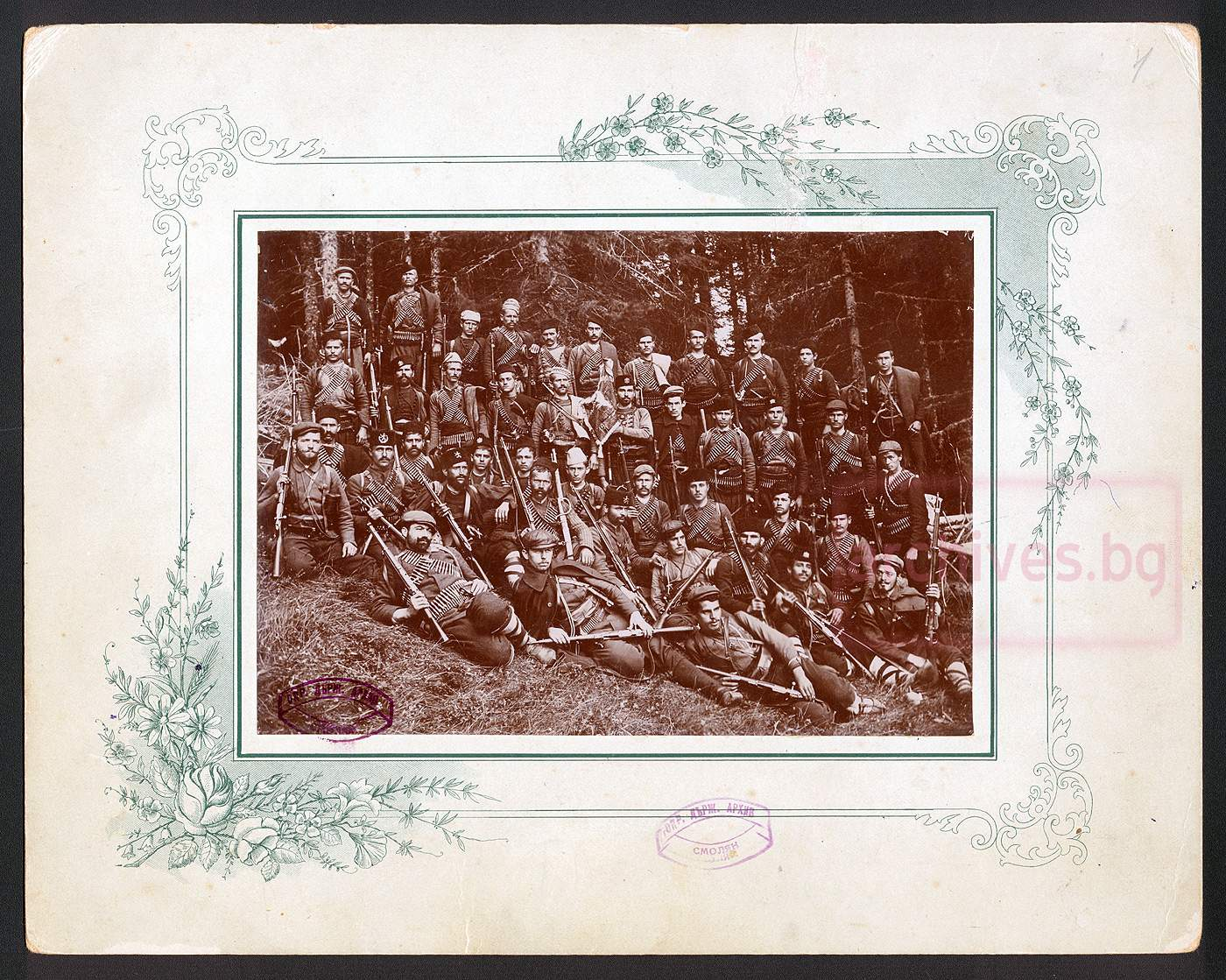
De afgevaardigden op het Rodopegebergte-congres.

Volgens Chadziëv was het belangrijkste doel van de opstand in Thracië steun te verlenen aan de opstanden verder naar het westen, door Turkse troepen bezig te houden en te voorkomen dat ze naar Macedonië zouden trekken. Veel van de operaties waren afleidingsmanoeuvres, hoewel verschillende dorpen werden ingenomen en een regio in Strandzja ongeveer twintig dagen werd bezet. Dit wordt ook wel de Strandzja-republiek of Strandzja-commune genoemd, maar volgens Chadziëv was er nooit sprake van staatsmacht in de regio Thracië.
- Op de ochtend van 19 augustus werden er aanvallen gedaan op dorpen in de hele regio, waaronder Vasiliko (nu Tsarevo ), Stoilovo (bij Malko Tarnovo ) en dorpen in de buurt van Edirne.
- Op 21 augustus werd de havenvuurtoren van Igneada opgeblazen.
- Rond 3 september begon een sterke Ottomaanse strijdmacht de controle te heroveren.
- Op 8 september hadden de Turken de controle hersteld en waren ze het laatste verzet aan het opdweilen.

In het Rodopegebergte, in West-Thracië, kwam de opstand alleen tot uiting in de omleidingen van sommige cheta in de regio's Smolyan en Dedeagach.

## Nasleep

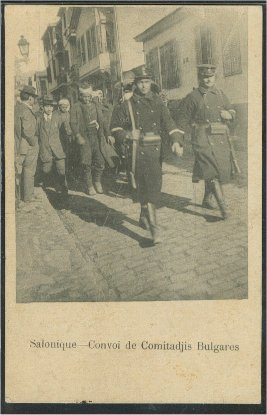
Een konvooi van gevangengenomen Bulgaarse IMRO-activisten.

De reactie van de Ottomaanse Turken op de opstanden was overweldigend. De enige hoop voor de opstandelingen was tussenkomst van buitenaf, en dat was nooit politiek haalbaar. Hoewel de Bulgaarse belangen door de acties werden begunstigd, had de Bulgaarse regering zelf de Macedonische rebellengroeperingen vóór de opstanden moeten verbieden en de arrestatie van haar leiders gevraagd. Dit was een voorwaarde voor diplomatie met Rusland.  Het tanende Ottomaanse Rijk pakte de instabiliteit aan door wraak te nemen op de lokale bevolking die de rebellen had gesteund. Het aantal slachtoffers tijdens de militaire campagnes zelf was relatief laag, maar daarna werden duizenden gedood, geëxecuteerd of dakloos gemaakt. Historicus Barbara Jelavich schat dat ongeveer negenduizend huizen werden verwoest,   en duizenden op de vlucht sloegen. Volgens Georgi Chadziëv zijn 201 dorpen en 12.400 huizen in brand gestoken, 4.694 mensen gedood en ongeveer 30.000 vluchtelingen zijn naar Bulgarije getrokken.

Op 29 september stuurde de generale staf van de opstand de brief N 534 naar de Bulgaarse regering met een oproep tot onmiddellijke gewapende interventie:
`` De generale staf beschouwt het als haar plicht om de aandacht van de respectabele Bulgaarse regering te vestigen op de rampzalige gevolgen voor het Bulgaarse volk, als het zijn plicht jegens zijn biologische broers hier niet op indrukwekkende en actieve wijze nakomt, zoals opgelegd door de macht van de omstandigheden en het gevaar dat het volledig Bulgaarse vaderland bedreigt - door oorlog. "
Toch was Bulgarije niet in staat troepen te sturen om de rebellerende mede-Bulgaren in Macedonië en Adrianopel (Thracië) te redden. Toen IMARO-vertegenwoordigers de Bulgaarse premier Racho Petrov ontmoetten, toonde hij hun de ultimatums van Servië, Griekenland en Roemenië, die hij zojuist had ontvangen en die hem op de hoogte brachten van de steun van die landen voor Turkije, voor het geval Bulgarije zou ingrijpen om de rebellen te steunen. Tijdens een bijeenkomst begin oktober besloot de generale staf van de rebellen om alle revolutionaire activiteiten stop te zetten en verklaarde ze de strijdkrachten, met uitzondering van reguliere milities, ontbonden.  Na de opstand werd IMARO sterker geassocieerd met de suprematisten en met het doel van hegemonie door Bulgarije.  De wreedheid van de opstanden en de represailles lokte uiteindelijk een reactie uit van de buitenwereld. In oktober ontmoetten Franz Joseph van Oostenrijk-Hongarije en Nicholas II van Rusland elkaar in Mürzsteg en sponsorden ze het Mürzsteg-hervormingsprogramma, dat voorzag in buitenlandse politie in de regio Macedonië, financiële compensatie voor slachtoffers en het vaststellen van etnische grenzen in de regio.  De hervormingen leverden weinig praktisch resultaat op, afgezien van het feit dat de crisis meer zichtbaarheid kreeg. De kwestie van de concurrerende aspiraties van Griekenland, Servië, Bulgarije en lokale voorstanders van politieke autonomie kwam niet aan de orde, en het idee van etnische grenzen was onmogelijk effectief te implementeren. In elk geval werden deze zorgen al snel overschaduwd door de revolutie van de Jonge Turken van 1908 en de daaropvolgende ontbinding van het Ottomaanse rijk.

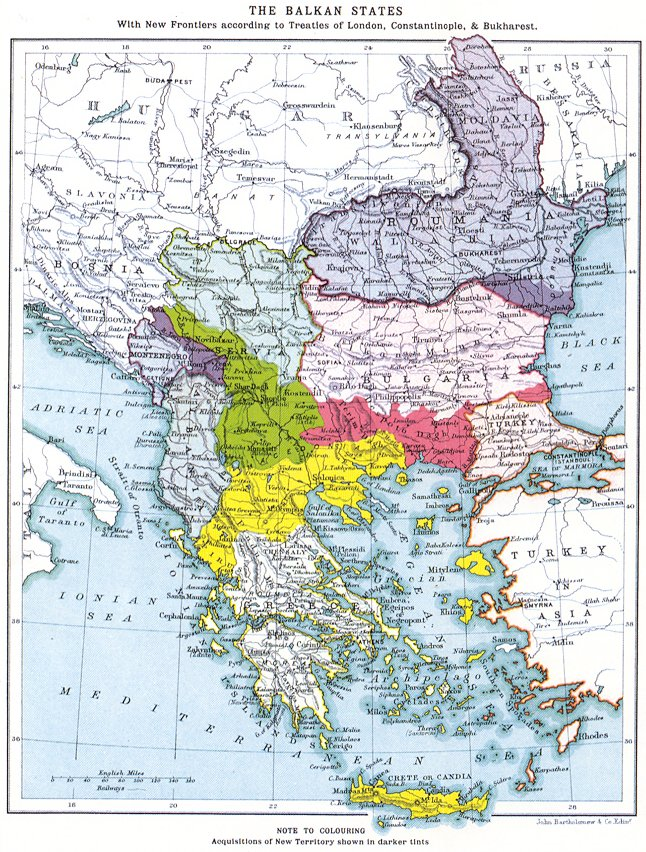
De verdeling van Macedonië en Thracië in 1913.

De Balkanoorlogen van 1912 en 1913 splitsten vervolgens Macedonië en Thracië op. Servië nam in het noorden een deel van Macedonië in, dat ongeveer overeenkomt met Noord-Macedonië. Griekenland nam Egeïsch Macedonië in het zuiden in, en Bulgarije kon slechts een klein gebied in het noordoosten veroveren: Pirin Macedonië.  De Ottomanen slaagden erin de regio Edirne (Adrianopel) te behouden, waar een totale etnische zuivering van de Thracische Bulgaarse bevolking door het Ottomaanse Rijk werd doorgevoerd.  De rest van Thracië werd na de Eerste Wereldoorlog en de Grieks-Turkse oorlog verdeeld tussen Bulgarije, Griekenland en Turkije. De meeste lokale Bulgaarse politieke en culturele figuren werden vervolgd of verdreven uit de Servische en Griekse delen van Macedonië en Thracië, waar alle structuren van het Bulgaarse exarchaat werden afgeschaft. Duizenden Macedonische Slaven vertrokken naar Bulgarije en voegden zich bij een nog grotere stroom uit het verwoeste Egeïsche Macedonië, waar de Grieken Kilkis, het centrum van de Bulgaarse politiek en cultuur, in brand staken, evenals een groot deel van Serres en Drama, Griekenland. Bulgaars (inclusief de Macedonische Slavische dialecten) was verboden, en het gebruik ervan werd belachelijk gemaakt of bestraft. De Interne Macedonisch-Adrianopel Revolutionaire Organisatie steunde het Bulgaarse leger tijdens de Balkanoorlogen en de Eerste Wereldoorlog. Na het einde van de Eerste Wereldoorlog en het Verdrag van Neuilly splitste de Macedonisch-Adrianopolitische revolutionaire beweging zich op in twee vrijstaande organisaties: de Interne Thracische Revolutionaire Organisatie en de Interne Macedonische Revolutionaire Organisatie en zette haar strijd tegen Servische en Griekse regimes in de daaropvolgende periode tot 1934 voort. 
IMRO had de facto de volledige controle over het Bulgaarse Pirin Macedonië (het toenmalige district Petrich) en trad op als een "staat binnen een staat", die het gebruikte als basis voor 'hit and run'-aanvallen tegen Joegoslavië en Griekenland. IMRO begon gewapende bendes genaamd cheti naar Grieks en Joegoslavisch Macedonië te sturen om ambtenaren te vermoorden en de geest van de onderdrukte bevolking aan te wakkeren. 
Eind 1922 begon de Griekse regering grote aantallen Bulgaren uit West-Thracië naar Bulgarije te verdrijven en de activiteit van de Interne Thracische Revolutionaire Organisatie (ITRO) groeide uit tot een openlijke opstand. De organisatie kreeg uiteindelijk de volledige controle over enkele districten langs de Bulgaarse grens. In de zomer van 1923 was de meerderheid van de Bulgaren al hervestigd in Bulgarije. Hoewel detachementen van de ITRO sporadisch in West-Thracië bleven infiltreren, verschoof het zwaartepunt van de activiteiten van de organisatie nu naar de bescherming van de vluchtelingen in Bulgarije. De voortdurende moorden en moorden van IMRO en ITRO in het buitenland veroorzaakten na de staatsgreep van 19 mei 1934 sommigen binnen het Bulgaarse leger om de macht over te nemen en de macht van de organisaties te breken. 

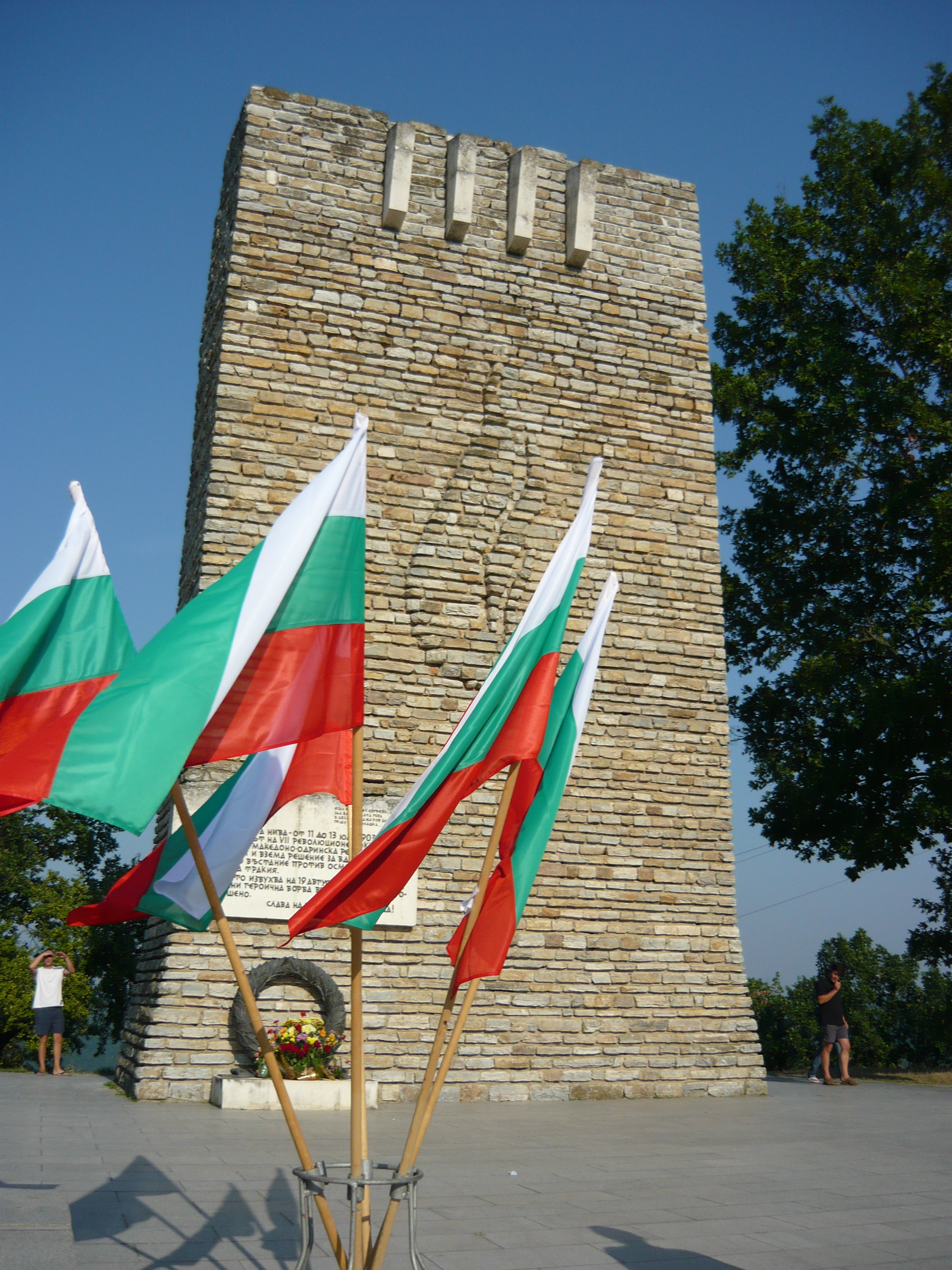
Petrova Niva-monument, gewijd aan de Preobrazjenië-opstand, nabij Malko Tarnovo, Bulgarije.

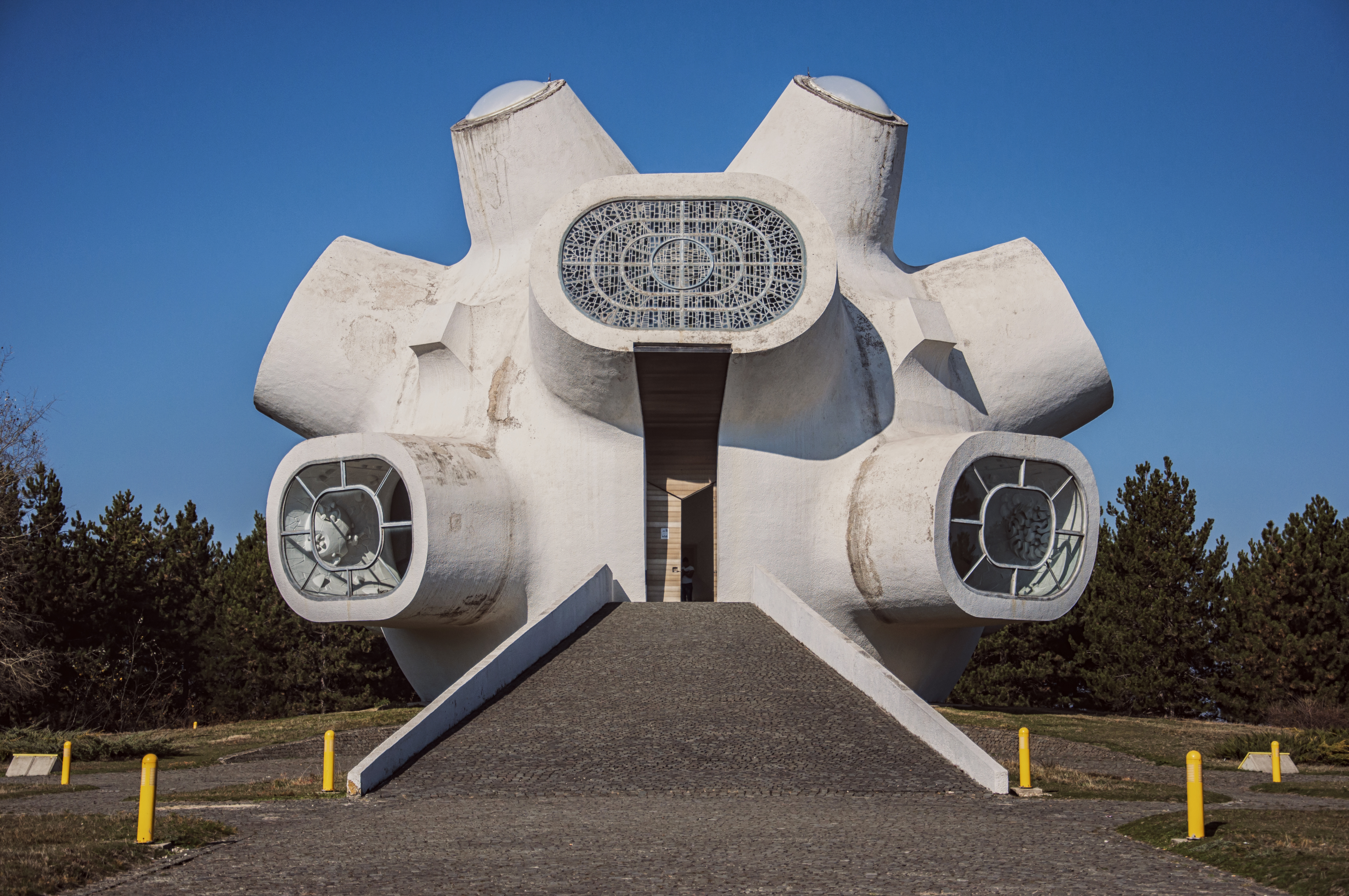
Makedonium-monument, gewijd aan de Ilinden-opstand, Kruševo, Noord-Macedonië.

De afbeeldingen van de opstanden door latere historici weerspiegelen vaak de voortdurende nationale aspiraties. Historici uit Noord-Macedonië zien ze als een onderdeel van de stap naar een onafhankelijke staat, zoals eindelijk bereikt door hun eigen nieuwe natie. Er is in feite heel weinig historische continuïteit van de opstanden tot de moderne staat, maar Macedonische bronnen benadrukken de vroege doelstellingen van politieke autonomie toen IMARO werd opgericht. De suprematistische factie drong erop aan dat de opstanden in de zomer van 1903 zouden plaatsvinden, terwijl de linkervleugel pleitte voor meer tijd en meer planning. Historici uit Bulgarije benadrukken het onbetwiste Bulgaarse karakter van de rebellen, maar bagatelliseren de bewegingen voor politieke autonomie die voorafgaand aan de opstanden deel uitmaakten van de IMARO-organisatie. Westerse historici verwijzen over het algemeen eenvoudig naar de Ilinden-opstand, die de datum markeert waarop de opstand begon. In Bulgarije is het gebruikelijker om te verwijzen naar de Ilinden-Preobrazjenië-opstand, waardoor de activiteiten die begonnen zijn bij Preobrazjenië nabij de Bulgaarse kust van de Zwarte Zee gelijkwaardig worden verklaard en een onnodige focus op de Macedonische regio wordt beperkt. Sommige bronnen erkennen deze als twee verwante maar verschillende opstanden, en noemen ze de Ilinden-opstand en de Preobrazjenië-opstand. Bulgaarse bronnen hebben de neiging om de bewegingen binnen IMARO voor hegemonie met Bulgarije te benadrukken, zoals bepleit door de suprematistische en de rechtse facties. 
De leiders van de Ilinden-opstand worden gevierd als helden in Noord-Macedonië. Ze worden beschouwd als Macedonische patriotten en als grondleggers van het streven naar Macedonische onafhankelijkheid in Macedonië.  De namen van de IMARO-revolutionairen zoals Gotse Delchev, Pitu Guli, Dame Gruev en Yane Sandanski werden opgenomen in de teksten van het volkslied van de Socialistische Republiek Macedonië Denes nad Makedonija ("Vandaag over Macedonië"). Er zijn steden genoemd naar de leiders in zowel Bulgarije als Noord-Macedonië. Tegenwoordig is 2 augustus de nationale feestdag in Noord-Macedonië, die bekend staat als Dag van de Republiek omdat het beschouwd wordt als de stichtingsdatum van zijn eerste staat in de moderne tijd. Het is ook de datum waarop in 1944 bij ASNOM een Volksrepubliek Macedonië werd afgekondigd als constituerende republiek van de Socialistische Federatieve Republiek Joegoslavië. Het ASNOM-evenement wordt nu de 'Tweede Ilinden' in Noord-Macedonië genoemd, hoewel er geen directe link is met de gebeurtenissen van 1903. In Bulgarije worden de Ilinden- en Preobrazjenië-dagen als jubileum van de opstand publiekelijk gevierd op lokaal niveau, voornamelijk in de regio's Pirin Macedonië en Noord-Thracië. 

## Eerbetoon
- Het dorp Ilindentsi in de gemeente Strumyani, in de provincie Blagoëvgrad, is vernoemd naar de opstand
- Het dorp Preobrazhentsi in de gemeente Ruen, in de provincie Boergas, is vernoemd naar de opstand
- Het dorp Ilinden in de gemeente Hadzhidimovo, in de provincie Blagoevgrad is vernoemd naar de opstand
- Ilinden is een district van Sofia, gelegen in het westelijke deel van de stad, genoemd naar de opstand
- OMO Ilinden-Pirin, etnisch Macedonische organisatie in Bulgarije
- Ilinden (organisatie) was een veteraan apolitieke organisatie opgericht door Bulgaarse vluchtelingen uit Macedonië.

### In Noord-Macedonië
- Gemeente Ilinden, in de regio Skopje
- Ilinden, de zetel van de gemeente Ilinden
- Ilinden is een piek op Baba Mountain in Pelister National Park[37]
- FK Ilinden 1955 Bašino, voetbalclub bij Veles
- FK Ilinden Skopje, voetbalclub in het dorp Ilinden

### Elders
- Ilinden Peak op Greenwich Island in de South Shetland Islands, Antarctica is vernoemd naar de opstand